# Lijst van voetbalinterlands Bosnië en Herzegovina - Joegoslavië
Deze lijst van voetbalinterlands is een overzicht van alle officiële voetbalwedstrijden tussen de nationale teams van Bosnië en Herzegovina en Joegoslavië. De landen speelden in totaal drie keer tegen elkaar. De eerste ontmoeting, een vriendschappelijke wedstrijd, werd gespeeld in Kochi (India) op 14 januari 2001. Het laatste duel, eveneens een vriendschappelijke wedstrijd, vond plaats op 21 augustus 2002 in Sarajevo.

## Wedstrijden
| № | Plaats   | Datum            | Competitie        | Wedstrijd                           | Uitslag |
| - | -------- | ---------------- | ----------------- | ----------------------------------- | ------- |
| 1 | Kochi    | 14 januari 2001  | Vriendschappelijk | Bosnië en Herzegovina – Joegoslavië | 1 – 1   |
| 2 | Calcutta | 25 januari 2001  | Vriendschappelijk | Joegoslavië – Bosnië en Herzegovina | 2 – 0   |
| 3 | Sarajevo | 21 augustus 2002 | Vriendschappelijk | Bosnië en Herzegovina – Joegoslavië | 0 – 2   |

## Samenvatting
| Competitie        | Totaal gespeeld | Winst Bosnië en Her. | Gelijk | Winst Joegoslavië | Doelsaldo Bosnië en Her. – Joegoslavië |
| ----------------- | --------------- | -------------------- | ------ | ----------------- | -------------------------------------- |
| Vriendschappelijk | 3               | 0                    | 1      | 2                 | 1 − 5                                  |
| Totaal            | 3               | 0                    | 1      | 2                 | 1 − 5                                  |

Wedstrijden bepaald door strafschoppen worden, in lijn met de FIFA, als een gelijkspel gerekend.

## Details

### Eerste ontmoeting
| Bosnië en Herzegovina | 1 – 1 | Joegoslavië        |
| Mirsad Bešlija 75'    | goals | 85' Dušan Petković |

### Tweede ontmoeting
| Joegoslavië                        | 2 – 0 | Bosnië en Herzegovina |
| Igor Duljaj 7' Igor Bogdanović 45' | goals |                       |

### Derde ontmoeting
| Bosnië en Herzegovina | 0 – 2 | Joegoslavië                             |
|                       | goals | 34' Mladen Krstajić 41' Darko Kovačević |